# Antoine Zahra (Fußballspieler, 1977)
Antoine Zahra (* 5. März 1977 in Mosta) ist ein ehemaliger maltesischer Fußballspieler.
Zahra begann das Fußballspielen beim Jugendverein St. Julians FC aus Mosta, bevor er zum FC Birkirkara wechselte. Dort kam er auf über 150 Liga-Einsätze. Seine größten Erfolge waren zwei Meisterschaften und vier Pokalsiege mit diesem Verein. Für die Nationalmannschaft Maltas kam Zahra zwischen 1996 und 2005 auf 50 Einsätze und erzielte zwei Tore.

## Erfolge
- Maltesischer Meister: 2000, 2006
- Maltesischer Pokalsieger: 2002, 2003, 2005